# Spiropes helleri
Spiropes helleri är en svampart som först beskrevs av Frank Lincoln Stevens, och fick sitt nu gällande namn av M.B. Ellis 1968. Spiropes helleri ingår i släktet Spiropes, divisionen sporsäcksvampar och riket svampar.   Inga underarter finns listade i Catalogue of Life.